# Mitsubishi MU-2
Mitsubishi MU-2 là một máy bay động cơ tuốc bin cánh quạt đôi, cánh cao hơn thân của Nhật Bản với một cabin tăng áp sản xuất bởi Mitsubishi Heavy Industries. Máy bay có chuyến bay đầu tiên vào tháng 9 năm 1963 và được sản xuất cho tới tận năm 1986. Đây là một trong những mẫu máy bay thành công nhất của Nhật Bản thời kỳ hậu chiến, với 704 chiếc được sản xuất tại Nhật và San Angelo, Texas, Hoa Kỳ.

## Thiết kế và phát triển

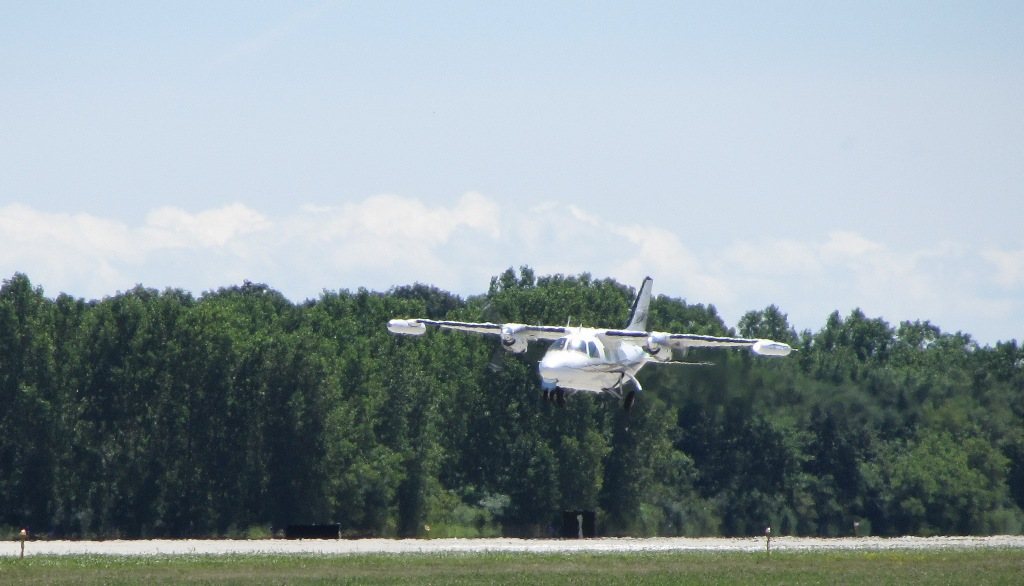
MU-2 đang hạ cánh

Công việc phát triển chiếc MU-2, thiết kế đầu tiên của Mitsubishi thời kỳ hậu chiến, bắt đầu vào năm 1956. Với thiết kế là máy bay vận tải động cơ tuốc bin cánh quạt đôi hạng nhẹ, chiếc MU-2 thích hợp cho nhiều vai trò đa dạng trong dân sự và quân sự, mẫu này có chuyến bay đầu tiên ngày 14 tháng 9 năm 1963. Chiếc 
MU-2 đầu tiên này, và ba chiếc MU-2A được lắp động cơ tuốc bin Turbomeca Astazou.
Các máy bay MU-2 phiên bản dân dụng sử dụng động cơ của hãng Garrett định danh bằng tên MU-2B, và các dòng kế thừa sau đó với ký hiệu MU-2B theo sau là một con số. Để quảng bá sản phẩm, mỗi biến thể được thêm một chữ cái hậu tố; mẫu MU-2B-10, được bán với tên MU-2D, trong khi mẫu MU-2B-36A được đưa ra thị trường với tên MU-2N.

### Sản xuất
Năm 1963, Mitsubishi cho phép công ty Mooney Aircraft ở Bắc Mỹ được lắp ráp, bán và bảo trì cho mẫu MU-2. Năm 1965, Mooney xây dựng một cơ sở lắp ráp MU-2 tại nhà máy mới ở San Angelo, Texas. Các thành phần chính của máy bay được vận chuyển từ Nhật Bản, và nhà máy San Angelo lắp động cơ, hệ thống hành không, và nội thất, sau đó sơn, bay thử nghiệm và phân phối máy bay hoàn chỉnh đến các khách hàng. Đến năm 1969, Mooney gặp khó khăn về tài chánh, và cơ sở San Angelo được Mitsubishi mua lại. Dây chuyền sản xuất tại Hoa Kỳ ngừng hoạt động vào năm 1986. The last Japanese-built aircraft was completed in January 1987.
Các dòng máy bay MU-2B được lắp động cơ Garrett TPE331 vốn vẫn là tiêu chuẩn cho các model sau này. Ba mươi bốn chiếc MU-2B đã được chế tạo, nối tiếp là 18 chiếc MU-2D tương tự. Lực lượng vũ trang Nhật mua bốn chiếc MU-2C không có khoang tăng áp và 16 phiên bản tìm kiếm và cứu hộ được định danh là MU-2E. Những máy bay này được trang bị động cơ cải tiến mạnh hơn TPE331, có 95 chiếc MU-2F được bán.

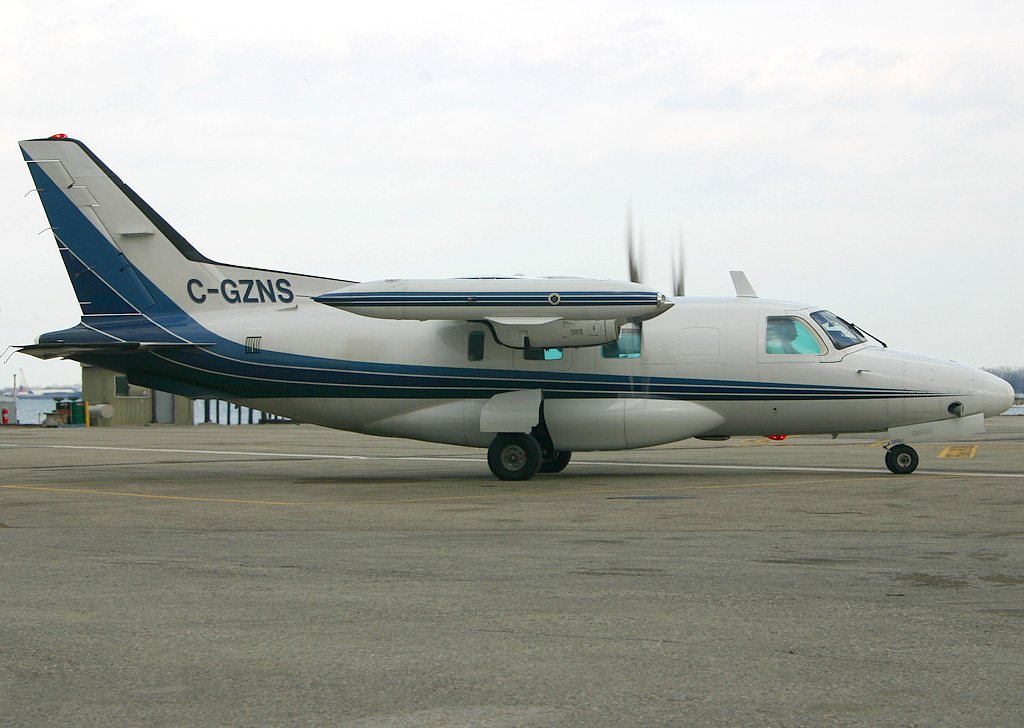
A stretched-fuselage Mitsubishi MU-2 Marquise taxiing at the Toronto City Centre Airport. This MU-2 is operated in a medivac configuration by Thunde Airlines of Thunder Bay, Canada

Bắt đầu từ mẫu MU-2G, chiều dài thân máy bay được mở rộng. Mẫu MU-2M với chỉ 28 chiếc được chế tạo, đây được xem là mẫu máy bay bền bỉ nhất của tất cả các dòng MU-2 thân ngắn, đặc biệt với việc chuyển đổi sang động cơ a −10. Mẫu này có thân ngắn và động cơ tương tự như MU-2K và chiếc MU-2J mở rộng, và áp suất trong cabin được tăng lên 6.0 psi; mẫu này được kế thừa bởi mẫu MU-2P, với cải tiến bốn động cơ cánh quạt bốn cánh tân tiến. Dòng MU-2 thân ngắn cuối cùng được sản xuất có tên Solitaires và được trang bị động cơ 496 kW (665 shp) Garrett TPE331-10-501M.
Thay đổi đáng chú ý đầu tiên của khung máy bay bắt đầu từ mẫu MU-2G với thân dài hơn, có chuyến bay đầu tiên ngày 10 tháng 1 năm 1969, với chiều dài thân 1.91 m (6 ft 3 in); 46 chiếc được chế tạo trước khi được kế thừa bởi mẫu MU-2J mạnh mẽ hơn (108 chiếc được chế tạo). Mẫu MU-2L (29 chiếc) là một biến thể có tổng khối lượng lớn hơn, được kế thừa bởi mẫu MU-2N (39 chiếc) có động cơ tăng công suất và bốn động cơ cánh quạt. Mẫu MU-2 thân dài cuối cùng có tên là Marquise, tương tự như Solitaire, sử dụng động cơ 533 kW (715 shp) TPE331.
Tính đến  năm 2005, 397 máy bay MU-2 đã được đăng ký ở Hoa Kỳ.

## Lịch sử hoạt động

### Quân sự

#### Nhật Bản

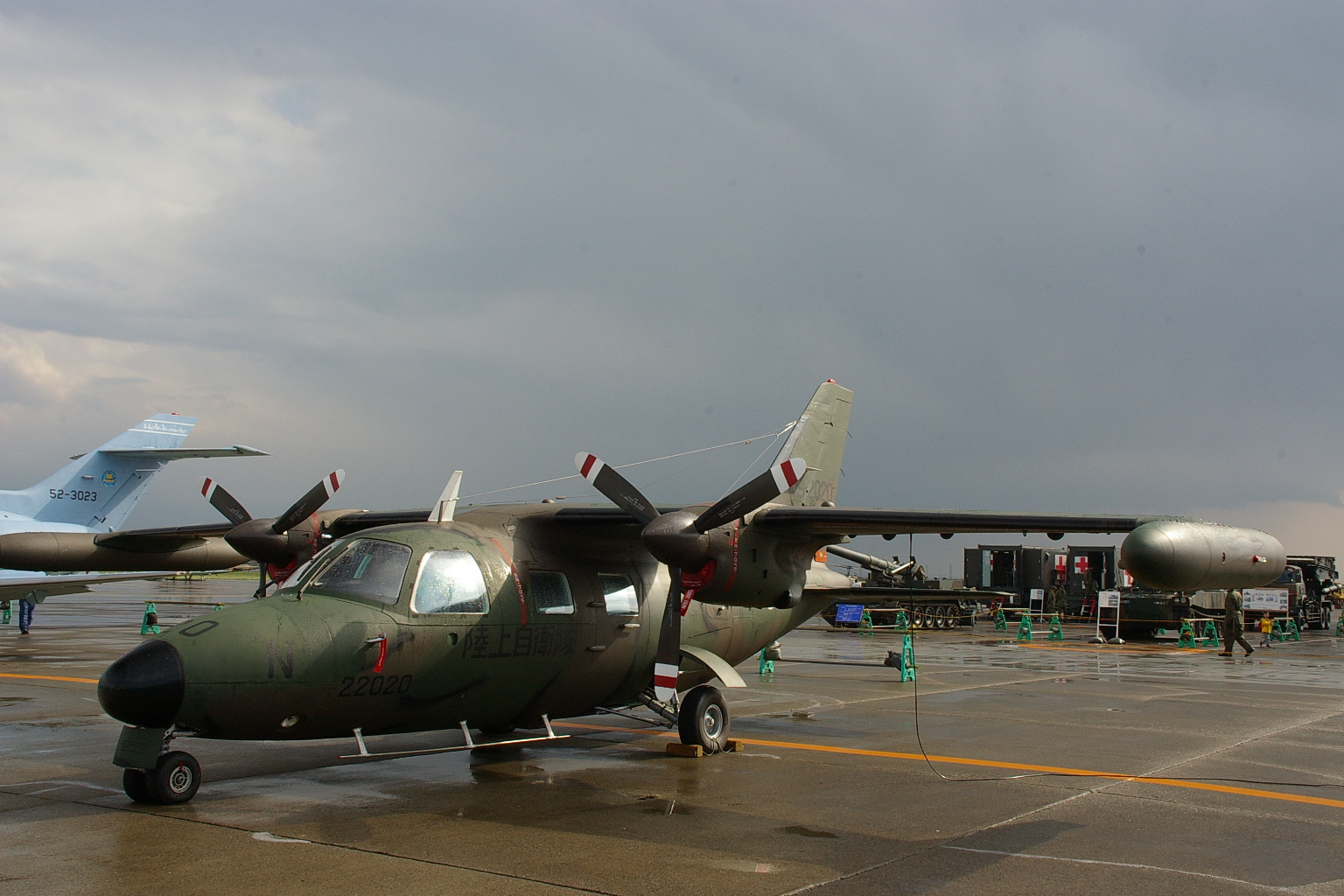
A military version for JGSDF.

Lực lượng Phòng vệ Nhật Bản là bên duy nhất đưa MU-2 vào hoạt động quân sự ở tiền tuyến.

##### Lực lượng Phòng vệ trên bộ
Bốn model-C được chế tạo, thêm vào đó là 16 chiếc MU-2K, được đưa vào biên chế Lực lượng Phòng vệ trên bộ Nhật Bản (JGSDF) với định danh LR-1; những máy bay được được dùng trong vai trò liaison và máy bay do thám chụp ảnh. Tất cả được loại biên vào năm 2016. Một vài chiếc được đặt tại gate guardian trong căn cứ JGSDF.

##### Lựclượng Phòng vệ trên không
29 chiếc MU-2E được Lực lượng Phòng vệ trên không Nhật Bản mua và sử dụng trong vai trò tìm kiếm và cứu hộ và định danh là MU-2S. Thiết bị bổ sung cho máy bay bao gồm of a "thimble" nose radome, tăng dung tích nhiên liệu, cửa sổ quan sát dạng vòm, và một cửa trượt nhằm thả cáng. Những chiếc này được thay thế vào năm 2008 bởi British Aerospace U-125A. Một số vẫn được duy trì.

#### Argentina
Bốn chiếc MU-2 dân sự (LV-MCV, LV-MOP, LV-OAN và LV-ODZ) bị Không lực Argentina chiếm được trong chiến tranh Falklands. Những chiếc Mitsubishi này không được vũ trang, nhưng được sử dụng trong các chiến dịch chiến đấu bởi Escuadrón Fénix trong vai trò pathfinders, do thám và comm-relay planes. Among their missions were flying as guiding planes to the IA-58 Pucará replacements required after losses on the raid on pebble island.

#### New Zealand
Cuối năm 2009 Không lực Hoàng gia New Zealand (RNZAF) nhận bàn giao bốn chiếc máy bay huấn luyện cánh cố định Mitsubishi MU-2F từ Hoa Kỳ cho mục đích trợ giúp huấn luyện. Trong biên chế New Zealand máy bay này có tên là Mitsubishi MU-2 Sumo. Những máy bay này được chở bằng đường biển đến New Zealand và đặt tại RNZAF's Ground Training Wing (GTW) ở RNZAF Base Woodbourne gần Blenheim thuộc Đảo Nam.

#### Hoa Kỳ
Kể từ năm 1987 những chiếc MU-2 được lái bởi các phi công nghỉ hưu của Không lực Hoa Kỳ làm việc cho Air 1st Aviation Companies, Inc. trong một hợp đồng với chính phủ tại Căn cứ Không Lực Tyndall, Florida, where they provide U.S. Air Force undergraduate sinh viên Air Battle Manager của U.S. Air Force Weapons Controller School bằng kinh nghiệm điều khiển ban đầu về một máy bay thực tế. Trong các tình huống mô phỏng chiến thuật, máy bay này thường được giả định là F-15s và Mikoyan MiG-29. Các sinh viên phải thực hiện tám nhiệm vụ trên chiếc MU-2 trước khi họ có thể lái các máy bay cơ động như F-15 hay F-22s.

### Chuyến bay vòng quanh thế giới
Ngày 25 tháng 8 năm 2013 Mike Laver, chủ nhân và phi công của N50ET (a −10 engine converted 1974 K-model trang bị cánh quạt 5-blade MT-composite, which had just received a Supplemental Type Certificate (STC) under Air 1st of Aiken, South Carolina), cùng với AOPA Pilot technical editor Mike Collins, bắt đầu một chuyến đi vòng quanh thế giới trên chiếc MU-2B-25. Chuyến bay xuất phát từ Sân bay Aiken Municipal và kết thúc tại Nagoya, Nhật Bản vào ngày 14 tháng 9 năm 2013, kỷ niệm 50 năm ra đời chiếc MU-2.

### Vấn đề an toàn
Nhiều vấn đề an toàn đã xảy ra từ khi máy bay MU-2 đi vào hoạt động; đã có 337 thương vong từ các vụ rơi MU-2. Tháng 10 năm 2005, Cơ quan Federal Aviation Administration (FAA) của Hoa Kỳ đã thực hiện một bài kiểm tra độ an toàn của máy bay. Kết luận của cơ quan này là máy bay đáp ứng đầy đủ mọi chứng nhận an toàn: Máy bay hoạt động an toàn khi được điều khiển đúng cách bởi các phi công được huấn luyện và máy bay được bảo dưỡng đúng cách. cũng đưa ra yêu cầu huấn luyên đặc biệt cho dòng MU-2, vốn đã có đối với các loại máy bay khác. Khi việc này được triển khai mở rộng bên ngoài U.S., các sự cố liên quan đến MU-2 đã giảm đáng kể.
Vì chiếc MU-2 có nhiều tính năng được tích hợp với giá thành tương đối rẻ, một số bên sử dụng đã thiếu đào tạo và kinh nghiệm vận hành máy bay tân tiến này. Tính năng của MU-2 tương tự như một máy bay phản lực nhỏ, nhưng chứng nhận phi công chỉ yêu cầu một chứng nhận đơn giản của phi công đối với các mẫu máy bay động cơ đôi có tốc độ chậm hơn. Thực tế nhiều phi công lái MU-2 thiếu kinh nghiệm khi điều khiển ở tốc độ cao và tầm bay cao khiến cho tỉ lệ tai nạn tăng. Khi một khóa huấn luyện đặc biệt được dành cho phi công MU-2 được yêu cầu, tỷ lệ tai nạn đã giảm về mức bình thường.
Một tính năng thiết kế của MU-2 là tốc độ hành trình cao, trong khi tốc độ hạ cánh lại thấp. Điều này có được nhờ sử dụng hai vạt nâng trên phần mỏng của cánh. Các vạt này giúp cho chiếc MU-2 có diện tích cánh tương đương với chiếc Beechcraft King Air khi hạ cánh, trong khi vẫn có diện tích cánh tương đương một chiếc phản lực hạng nhẹ khi bay ở chế độ hành trình. Các vạt trải dài toàn bộ cánh làm cho máy bay nâng nhờ luồn khí xuáy thay vì theo kiểu Aileron quy ước.

## Biến thể

### Thân ngắn
XMU-2
Mẫu thử nghiệm sử dụng động cơ Astazou, một chiếc được chế tạo
MU-2A
Mẫu phát triển sử dụng động cơ Astazou, ba chiếc được chiế tạo.
MU-2B
Mẫu máy bay dùng động cơ Garrett TPE331, 34 chiếc được chế tạo.

### Quân sự
LR-1
Định danh của quân đội Nhật Bản cho mẫu MU-2C và MU-2K trong biên chế JGSDF, 20 chiếc.
MU-2S
Định danh của quân đội Nhật Bản cho mẫu MU-2E với phiên bản tìm kiếm và cứu hộ không quân, 29 chiếc.

## Sự cố và tai nạn
- Ngày 24 tháng 3 năm 1983, một chiếc MU-2B-60, số đăng ký N72B, đang đi từ Jacksonville, Florida, đến Atlanta, Georgia, đang bay ở độ cao 18,000 feet

## Specifications (MU-2L)
Dữ liệu lấy từ Jane's All The World's Aircraft 1976–77
Đặc điểm tổng quát
- Kíp lái: 1 or 2 pilots
- Sức chứa: 4–12 passengers
- Chiều dài: 12.01 m (39 ft 5 in)
- Sải cánh: 11.94 m (39 ft 2 in)
- Chiều cao: 4.17 m (13 ft 8 in)
- Diện tích cánh: 16.55 m² (178 ft²)
- Trọng lượng rỗng: 3,433 kg (7,570 lb)
- Trọng lượng cất cánh tối đa: 5,250 kg (11,575 lb)
- Động cơ: 2 × Garrett TPE331-6-251M turboprops, 579 kW (776 shp)  mỗi chiếc

 Hiệu suất bay 
- Vận tốc cực đại: 547 km/h (295 knots, 340 mph) at 4,575 m (15,000 ft) (max cruise)
- Vận tốc hành trình: 483 km/h (261 knots, 300 mph) at 7,620 m (28,000 ft) (econ cruise)
- Vận tốc tắt ngưỡng: 142 km/h (76.5 knots, 88 mph)
- Tầm bay: 2,334 km (1,259 nmi, 1,450 mi)
- Trần bay: 9,020 m (29,600 ft)
- Vận tốc lên cao: 13.4 m/s (2,630 ft/min)
- Tải trên cánh: 317 kg/m² (65.0 lb/ft²)
- Công suất/trọng lượng: 0.22 kW/kg (0.13 hp/lb)